# Born to Sing
Born to Sing је први албум америчког музичке групе En Vogue, издат 3. априла 1990.